# Regering-Fillon I
De regering-Fillon I, Frans: Gouvernement François Fillon I, is de tweeëndertigste regering van Frankrijk onder de Vijfde Republiek. De regering-Fillon I was de eerste regering die onder het presidentschap van Nicolas Sarkozy diende en trad op 16 mei 2007 na de presidentsverkiezingen aan. François Fillon was de premier. De regering hield het midden tussen het politieke centrum en rechts. Veel leden van de regering kwamen uit de Union pour un mouvement populaire UMP van Sarkozy en Fillon. De regering werd na een maand op 20 juni 2007, na de Franse parlementsverkiezingen door de regering-Fillon II opgevolgd.
| Ambtsbekleder                         | Ambtsbekleder    | Ambtsbekleder             | Ministerie                    | Ambtstermijn | Ambtstermijn     | Partij |
| ------------------------------------- | ---------------- | ------------------------- | ----------------------------- | ------------ | ---------------- | ------ |
|                                       |                  | François Fillon 1954      | Premier                       | 16 mei 2007  | 15 mei 2012      | UMP    |
|                                       |                  | Alain Juppé 1945          | Minister van staat            | 16 mei 2007  | 20 juni 2007     | UMP    |
| Ecologie en Duurzame Ontwikkeling     |                  | Alain Juppé 1945          |                               | 16 mei 2007  | 20 juni 2007     | UMP    |
|                                       |                  | Michèle Alliot-Marie 1946 | Binnenlandse Zaken            | 16 mei 2007  | 23 juni 2009     | UMP    |
| Ruimtelijke Ordening                  |                  | Michèle Alliot-Marie 1946 |                               | 16 mei 2007  | 23 juni 2009     | UMP    |
| Overzeese Gebiedsdelen                |                  | Michèle Alliot-Marie 1946 |                               | 16 mei 2007  | 23 juni 2009     | UMP    |
|                                       |                  | Bernard Kouchner 1939     | Buitenlandse Zaken            | 16 mei 2007  | 14 november 2010 | O      |
|                                       |                  | Jean-Louis Borloo 1951    | Financiën                     | 16 mei 2007  | 20 juni 2007     | PRV    |
| Economische Zaken                     |                  | Jean-Louis Borloo 1951    |                               | 16 mei 2007  | 20 juni 2007     | PRV    |
| Werkgelegenheid                       |                  | Jean-Louis Borloo 1951    |                               | 16 mei 2007  | 20 juni 2007     | PRV    |
|                                       |                  | Hervé Morin 1961          | Defensie                      | 16 mei 2007  | 14 november 2010 | DVD    |
|                                       | Rachida Dati     | Rachida Dati 1965         | Justitie                      | 16 mei 2007  | 23 juni 2009     | UMP    |
|                                       |                  | Roselyne Bachelot 1946    | Volksgezondheid               | 16 mei 2007  | 13 november 2010 | UMP    |
| Minister van Jeugd en Sport           |                  | Roselyne Bachelot 1946    |                               | 16 mei 2007  | 13 november 2010 | UMP    |
|                                       |                  | Xavier Bertrand 1965      | Minister van Arbeid           | 16 mei 2007  | 15 januari 2009  | UMP    |
| Sociale Zaken                         |                  | Xavier Bertrand 1965      |                               | 16 mei 2007  | 15 januari 2009  | UMP    |
|                                       |                  | Xavier Darcos 1947        | Onderwijs                     | 16 mei 2007  | 23 juni 2009     | UMP    |
|                                       | Valérie Pécresse | Valérie Pécresse 1967     | Hoger Onderwijs en Wetenschap | 16 mei 2007  | 29 juni 2011     | UMP    |
|                                       |                  | Christine Boutin 1944     | Minister van Huisvesting      | 16 mei 2007  | 23 juni 2009     | UMP    |
| Minister voor Stedelijke Ontwikkeling |                  | Christine Boutin 1944     |                               | 16 mei 2007  | 23 juni 2009     | UMP    |
|                                       |                  | Christine Lagarde 1956    | Landbouw en Visserij          | 16 mei 2007  | 20 juni 2007     | UMP    |
|                                       |                  | Christine Albanel 1955    | Cultuur en Communicatie       | 16 mei 2007  | 23 juni 2009     | UMP    |
|                                       |                  | Éric Woerth 1956          | Publieke Diensten             | 16 mei 2007  | 22 maart 2010    | UMP    |
| Minister voor Begrotingszaken         |                  | Éric Woerth 1956          |                               | 16 mei 2007  | 22 maart 2010    | UMP    |
|                                       |                  | Brice Hortefeux 1958      | Immigratie en Integratie      | 16 mei 2007  | 15 januari 2009  | UMP    |

## Staatssecretarissen
| Ambtsbekleder | Ambtsbekleder       | Taak                          | Partij |
| ------------- | ------------------- | ----------------------------- | ------ |
|               | Roger Karoutchi     | Landelijke politieke relaties | UMP    |
|               | Éric Besson         | Economische zaken             | UMP    |
|               | Dominique Bussereau | Vervoer                       | UMP    |
|               | Jean-Pierre Jouyet  | Europese zaken                | UMP    |